# 55 км (зупинний пункт, Придніпровська залізниця)
55 кіломе́тр — залізничний пасажирський зупинний пункт Кримської дирекції Придніпровської залізниці на лінії Владиславівка — Крим.
Розташований поблизу села Зелений Яр Ленінського району АР Крим між станціями Останіне (8 км) та Прісноводна (3 км).
На платформі зупиняються приміські поїзди